# 市政厅公园 (维也纳)

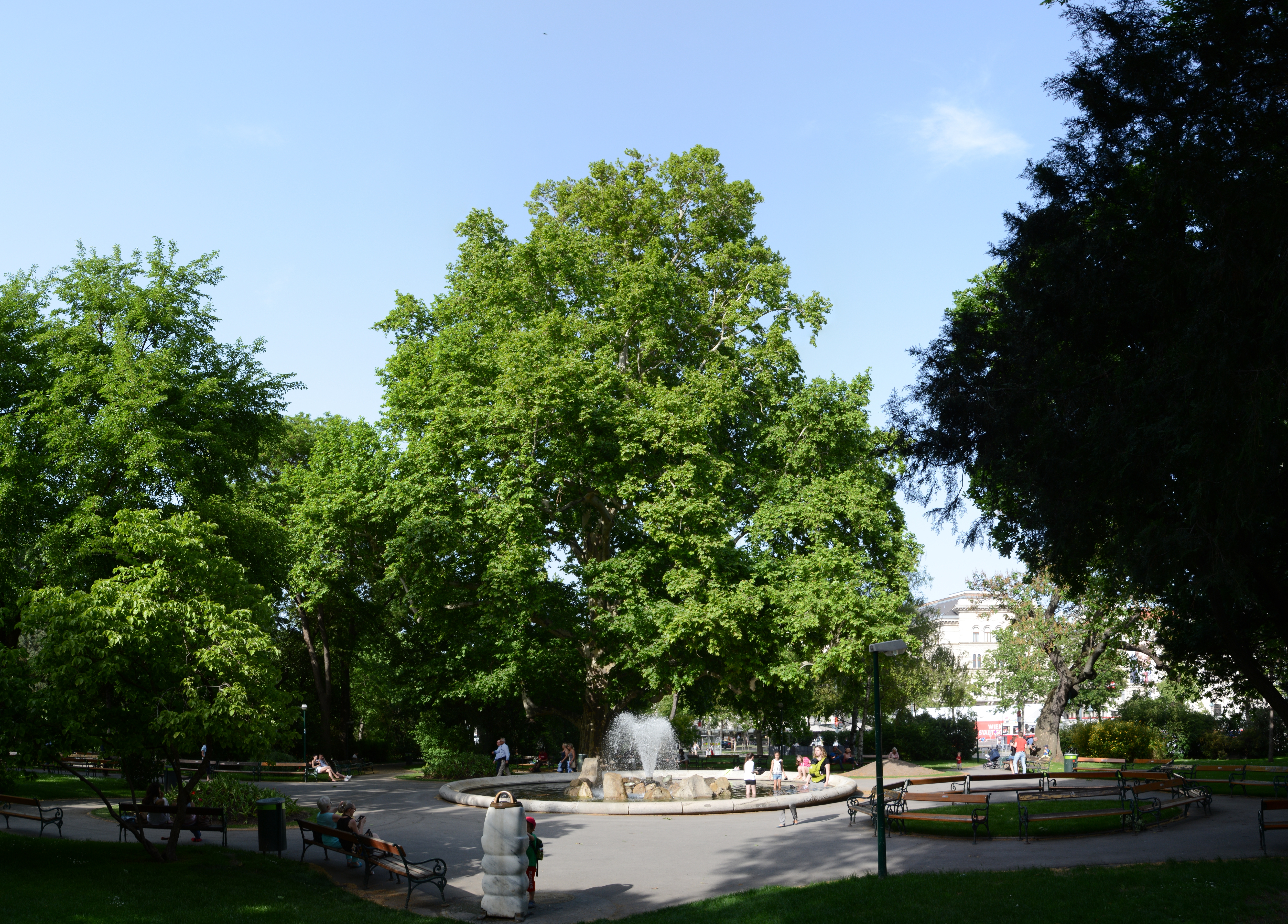
市政厅公园

市政厅公园（Rathauspark）是奥地利维也纳的一个公园，面积40,000平方米，位于维也纳市政厅对面。

## 历史
1863年，皇帝弗朗茨·约瑟夫一世表示，希望将阅兵场变成维也纳市民的城市公园。为此，他委托Rudolf Siebeck博士设计了公园。与附近的大型建筑物奥地利议会大厦和城堡剧院（Burgtheater）形成对比，公园里几乎没有固定的建筑物。
公园于1873年开放，其南北两侧的部分几乎完全对称。中间是一个大型广场，多年来成为人群聚集的地点。传统上，这里用于圣诞集市、冬季溜冰场和夏季户外电影场地。 
公园里，除了有大量的本地乔木和灌木，还拥有不少异域树木，例如日本伞树和银杏树。